# 尤爾基夫卡 (茲韋尼戈羅德卡區)
49°0′12″N 31°4′48″E / 49.00333°N 31.08000°E
尤爾基夫卡（烏克蘭語：Юрківка）是位於烏克蘭中部的村莊，由切爾卡瑟州茲韋尼霍羅德卡區的瓦圖蒂內市鎮負責管轄。該村始建於十八世紀，面積6.64平方公里，海拔高度131米，2022年人口2,340，人口密度每平方公里455.2人。